# Département de Kédougou
Pour les articles homonymes, voir Kédougou (homonymie).
Le département de Kédougou est l'un des 46 départements du Sénégal et l'un des 3 départements de la région de Kédougou créée en 2008.

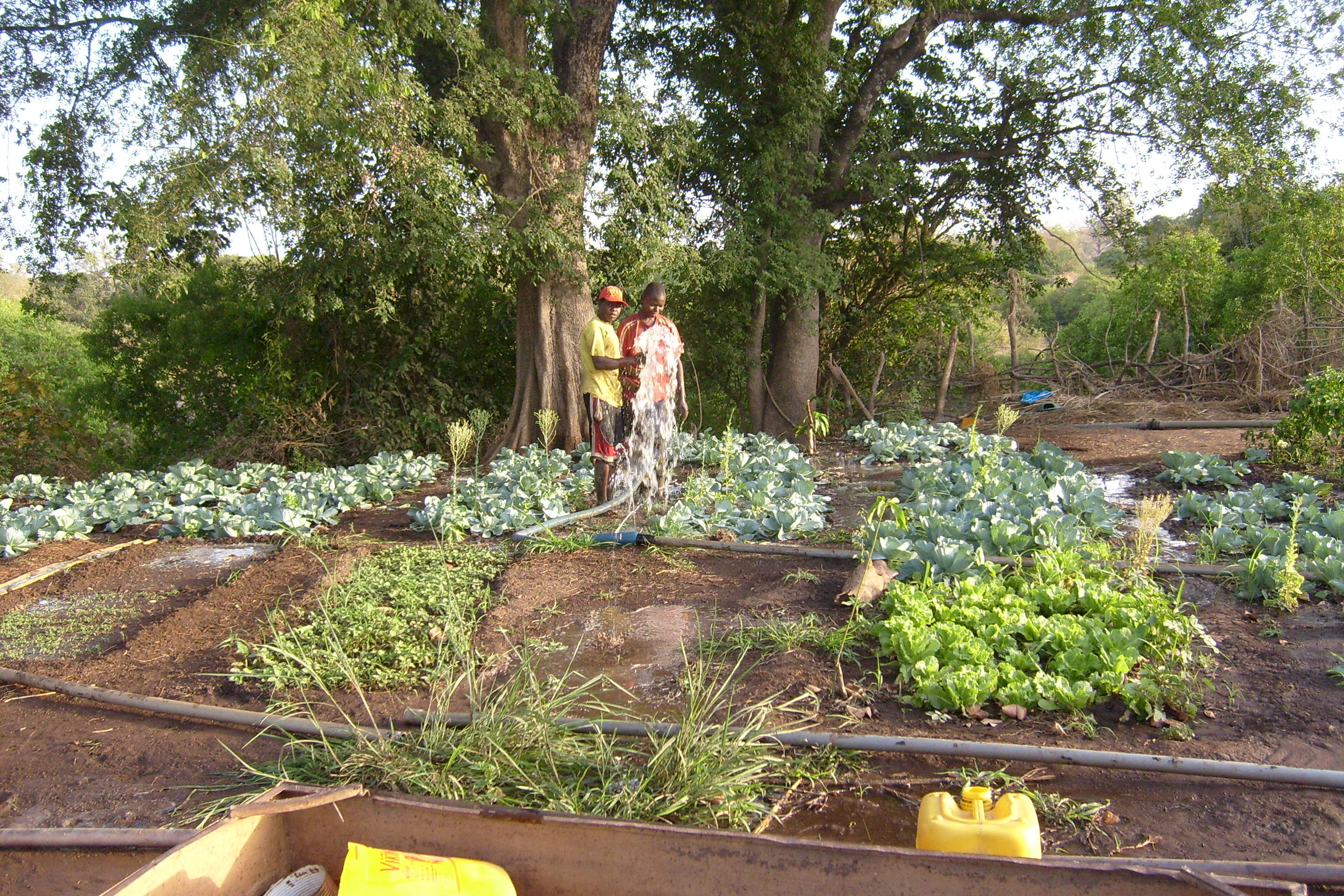
Agro-sylviculture à Kédougou

## Administration
Son chef-lieu est la ville de Kédougou.
Les deux arrondissements sont :
- Arrondissement de Bandafassi
- Arrondissement de Fongolembi

## Histoire
Le ressort territorial du département et son chef-lieu ont été fixés par décret le 21 février 2002. En 2008, le département de Kédougou est devenu région divisée en trois départements.

## Géographie

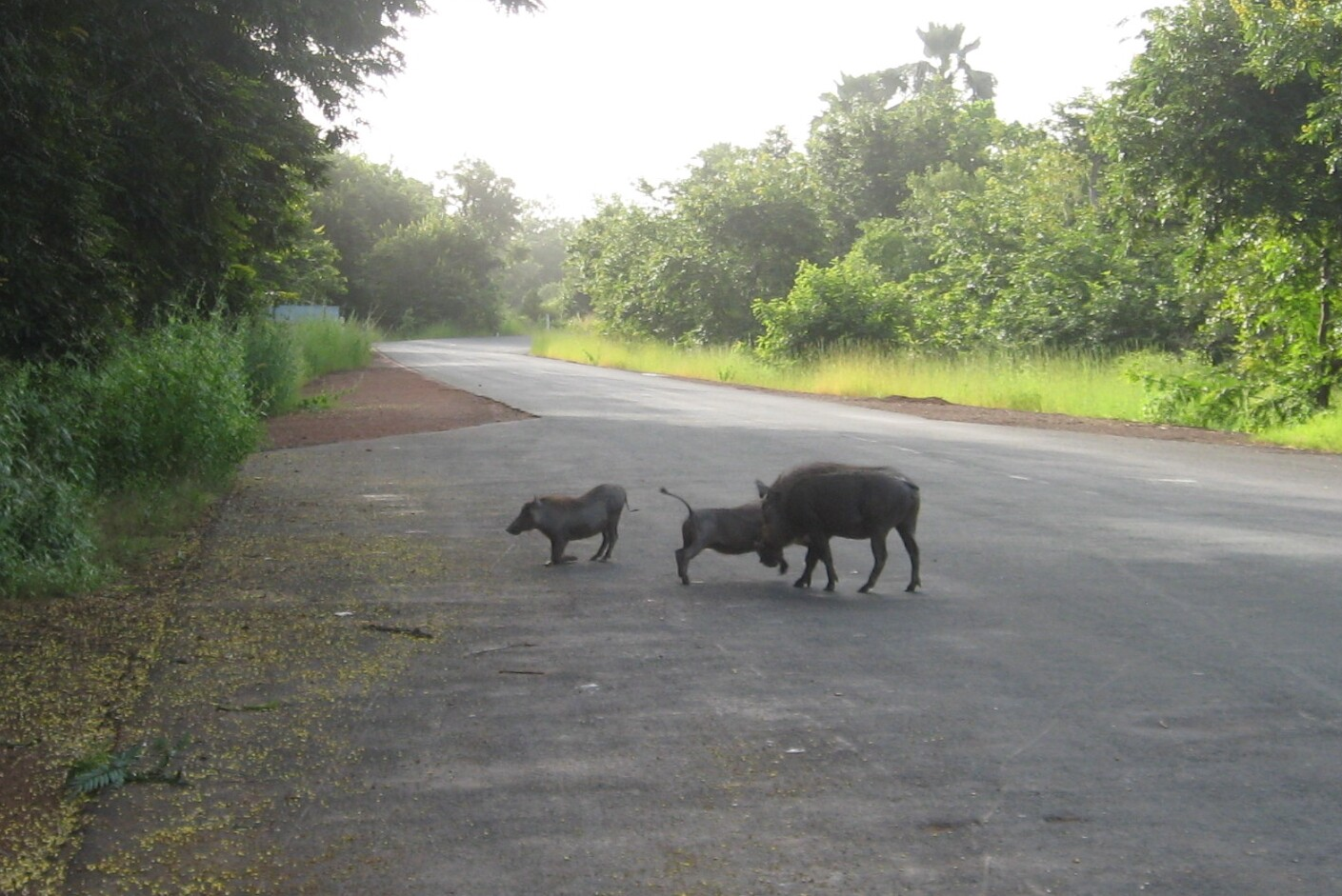
Phacochères traversant la route goudronnée près de Kédougou

### Population
Selon le recensement de décembre 2002, la population était de 102 814 habitants. En 2005, elle était estimée à 111 207 personnes, et en 2023 à 124 265 personnes.  